# Richard Donner
För andra betydelser, se Donner.
Richard Donner, ursprungligen Richard Donald Schwartzberg, född 24 april 1930 i Bronx i New York, död 5 juli 2021 i Los Angeles, var en amerikansk filmregissör, manusförfattare och filmproducent. Han var gift med filmproducenten Lauren Shuler Donner.
Donner började som teaterskådespelare men sadlade om till regissör och filmproducent.

## Filmografi i urval

### Regi
- 1961 – X-15
- 1963–1964 – Twilight Zone (TV-serie)
- 1964 – Mannen från UNCLE (TV-serie)
- 1968 – Salt & peppar
- 1974 – San Francisco (TV-serie)
- 1976 – Omen
- 1978 – Superman – The Movie
- 1980 – Superman II – Äventyret fortsätter (okrediterad, ersattes under inspelning)
- 1985 – Ladyhawke
- 1985 – Goonies – Dödskallegänget
- 1987 – Dödligt vapen
- 1988 – Scrooged – spökenas hämnd
- 1989–1992 – Röster från andra sidan graven (TV-serie)
- 1989 – Dödligt vapen 2
- 1992 – Dödligt vapen 3
- 1994 – Maverick
- 1995 – Dödligt möte
- 1997 – Sammansvärjningen
- 1998 – Dödligt vapen 4
- 2003 – Timeline
- 2006 – 16 Blocks